# Hoyos (kommun)
Hoyos är en kommun i Spanien.   Den ligger i provinsen Provincia de Cáceres och regionen Extremadura, i den centrala delen av landet, 260 km väster om huvudstaden Madrid. Antalet invånare är 930. Arean är 15,0 kvadratkilometer. Hoyos gränsar till Acebo.
Terrängen i Hoyos är kuperad åt sydväst, men åt nordost är den platt.